# Apionichthys nattereri
Espèce
Synonymes
- Achiropsis nattereri (Steindachner, 1876)

Statut de conservation UICN

 LC  : Préoccupation mineure
Apionichthys nattereri est une espèce de poissons pleuronectiformes (c'est-à-dire des poissons plats ayant des côtés dissemblables).